# Isosauris hastigera
Isosauris hastigera là một loài bướm đêm trong họ Geometridae.